# Vladimir Salnikov

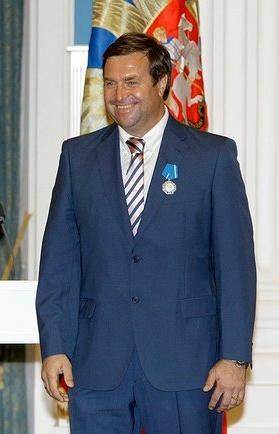
Vladimir Salnikov, 2010

Vladimir Valerjevitsj Salnikov (Russisch: Владимир Валерьевич Сальников) (Sint-Petersburg, 21 mei 1960) geldt als een legende in de internationale zwemsport. De grootste verdienste van de lange-afstandszwemmer uit Rusland is, naast het verbeteren van twaalf wereldrecords, het feit dat hij als eerste man in de geschiedenis de magische grens van vijftien minuten wist te doorbreken op de 1500 meter vrije slag.
Salnikov won drie gouden medailles bij de door een boycot getroffen Olympische Spelen in 'zijn' Moskou. Het was daar ook dat de zoon van een marineofficier de barrière van vijftien minuten slechtte: op de marathon onder de zwemnummers tikte hij, luid aangemoedigd door zijn landgenoten op de tribunes, aan in 14.58,27. Daarmee verbeterde hij het wereldrecord van Brian Goodell uit 1976.
Zegevieren deed Salnikov in 1980 ook op de 400 meter vrije slag en, als lid van de Russische estafetteploeg, op de 4x200 vrij. Zijn titels kon hij vier jaar later, bij de Olympische Spelen in Los Angeles niet verdedigen, omdat het Oostblok besloot de Spelen in de Verenigde Staten te boycotten, als reactie op de boycot van 1980.
In de periode 1977-1986 won Salnikov 61 opeenvolgende finales op de 1500 meter vrije slag. In Madrid, bij de wereldkampioenschappen in 1986, kwam een plotseling einde aan die indrukwekkende zegereeks. Hij eindigde 'slechts' als vierde, en bij de Europese kampioenschappen van een jaar later wist hij zich niet eens te plaatsen voor de eindstrijd.
Salnikov leek 'over de top', zoals dat in sporttermen heet, maar hij kwam terug. Onder leiding van zijn vrouw Marina, een voormalig atlete op de 100 meter die hem sinds 1984 trainde, maakte hij bij de Spelen van Seoel een achterstand van tien seconden goed en won hij, op 28-jarige leeftijd, andermaal de gouden medaille op de langste zwemafstand.
Zijn 15.00,40 betekende op dat moment de op vier na snelste tijd ooit gezwommen. Bovendien was hij de oudste olympisch zwemkampioen in 56 jaar. Na afloop van de memorabele race, toen Salnikov zich meldde in een eetgelegenheid van het olympisch dorp, kreeg hij een staande ovatie van naar schatting 250 op dat moment aanwezige collega-sporters uit de hele wereld.
De erelijst van Salnikov, bijgenaamd 'Het Monster van de Golven', vermeldt verder vier wereldtitels (1978 en 1982), en evenzovele Europese titels (1977, 1981 en 1983).
1908: Henry Taylor ·
1912: George Hodgson ·
1920: Norman Ross ·
1924: Johnny Weissmuller ·
1928: Alberto Zorrilla ·
1932: Buster Crabbe ·
1936: Jack Medica ·
1948: William Smith ·
1952: Jean Boiteux ·
1956: Murray Rose ·
1960: Murray Rose ·
1964: Don Schollander ·
1968: Mike Burton ·
1972: Brad Cooper ·
1976: Brian Goodell ·
1980: Vladimir Salnikov ·
1984: George DiCarlo ·
1988: Uwe Daßler ·
1992: Jevgeni Sadovy ·
1996: Danyon Loader ·
2000: Ian Thorpe ·
2004: Ian Thorpe ·
2008: Park Tae-hwan ·
2012: Sun Yang ·
2016: Mack Horton ·
2020: Ahmed Hafnaoui ·
2024: Lukas Märtens
1908: Henry Taylor ·
1912: George Hodgson ·
1920: Norman Ross ·
1924: Boy Charlton ·
1928: Arne Borg ·
1932: Kusuo Kitamura ·
1936: Noboru Terada ·
1948: James McLane ·
1952: Ford Konno ·
1956: Murray Rose ·
1960: John Konrads ·
1964: Bob Windle ·
1968: Mike Burton ·
1972: Mike Burton ·
1976: Brian Goodell ·
1980: Vladimir Salnikov ·
1984: Mike O'Brien ·
1988: Vladimir Salnikov ·
1992: Kieren Perkins ·
1996: Kieren Perkins ·
2000: Grant Hackett ·
2004: Grant Hackett ·
2008: Oussama Mellouli ·
2012: Sun Yang ·
2016: Gregorio Paltrinieri  ·
2020: Bobby Finke
1908: Derbyshire, Radmilovic, Foster, Taylor ·
1912: Healy, Champion, Boardman, Hardwick ·
1920: McGillivray, Kealoha, Ross, Kahanamoku ·
1924: O'Connor, Glancy, Breyer, Weissmuller ·
1928: Clapp, Laufer, Kojac, Weissmuller ·
1932: Miyazaki, Yusa, Yokoyama, Toyoda ·
1936: Yusa, Sugiura, Taguchi, Arai ·
1948: Ris, McLane, Wolf, Smith ·
1952: Moore, Woolsey, Konno, McLane ·
1956: O'Halloran, Devitt, Rose, Henricks ·
1960: Harrison, Blick, Troy, Farrell ·
1964: Clark, Saari, Ilman, Schollander ·
1968: Nelson, Rerych, Spitz, Schollander ·
1972: Kinsella, Tyler, Genter, Spitz ·
1976: Bruner, Furniss, Naber, Montgomery ·
1980: Kopljakov, Salnikov, Stoekolkin, Krylov ·
1984: Heath, Larson, Float, Hayes ·
1988: Dalbey, Cetlinski, Gjertsen, Biondi ·
1992: Lepikov, Pysjnenko, Tajanovitsj, Sadovy ·
1996: Davis, Hudepohl, Schumacher, Berube ·
2000: Thorpe, Klim, Pearson, Kirby ·
2004: Phelps, Lochte, Vanderkaay, Keller ·
2008: Phelps, Lochte, Berens, Vanderkaay ·
2012: Lochte, Dwyer, Berens, Phelps ·
2016: Dwyer, Haas, Lochte, Phelps ·
2020: Dean, Guy, Richards, Scott ·
2024: Guy, Dean, Richards, Scott
- International Standard Name Identifier: 0000 0003 8880 9957
- Nationale Bibliotheek van Letland: 000341992
- Nederlandse Thesaurus van Auteursnamen: 128769300
- Virtual International Authority File: 282022442
- WorldCat: E39PBJtmydFtXKgDBYGRFR4Dv3